# Opera Mobile Store
Opera Mobile Store是由Opera公司於2011年3月推出的移动端軟體商城服務，是一个应用软件发行平台，目前全世界有超过4万名开发者使用。这项服务也允许用户为超过7500种不同Android、Java、BlackBerry OS、Symbian、iOS和Windows Mobile设备上浏览、下载程序。